# آرتور شونفلیس
آرتور موریتز شونفلیس (به آلمانی: Arthur Moritz Schoenflies؛ ۱۷ آوریل ۱۸۵۳ - ۲۷ مه ۱۹۲۸)، ریاضی‌دان آلمانی بود که به دلیل پژوهش درباره کاربرد نظریه گروه در کریستالوگرافی و پژوهش در توپولوژی شهرت داشت.